# 水道完備ガス見込
水道完備ガス見込（すいどう・かんび・ガス・みこみ）は1960年5月2日～1963年6月29日にかけて放送された日本教育テレビ（現・テレビ朝日）の帯ドラマである。
物語は新興住宅地。上下水道の整備は進んだが、都市ガスは「開通見込み」だけであり、実際にはまだガスが通ってないという状況にある中の住宅地の住民の人間模様を描いたホームコメディーである。

## 放送時間
- 月 - 土12:45 - 13:00（JST）
  - 後の『アフタヌーンショー』、現在の『ワイド!スクランブル』の枠である。

## 出演
- 羅宗草介（サラリーマン）：野々浩介
- 羅宗カツ子（草介の妻）：関千恵子
- 羅宗スミレ（草介&カツ子の娘）：八木啓子
- 早鳥一平（映画監督）：岸井明
- 早鳥ナニワ（一平の妻）：岸井あや子
- 早鳥カオル（一平&ナニワの娘）：新草恵子
- 早鳥賢一（同・息子）：土屋靖雄
- 金山寺三郎（商業デザイナー）：谷幹一
- 金山寺マコ（三郎の妻）：筑紫あけみ
- 南原大造（週刊誌記者。ブラジル帰り）：江川宇礼雄
- 南原梅代（大造の妻。同じく週刊誌記者）：高橋とよ
- 由紀子（大造の亡き息子の妻。バーマダム）：三条美紀
- モトオ（大造の孫）：？

## スタッフ
- 脚本：しのざき凡、吉田みさ
- 演出：山崎春正、北代博
- 制作：NET

## 主題歌
- 「水道完備ガス見込」 歌：東芝シンギング・エンジェルス
主題歌を収録したレコードは、ラジオドラマ版『サザエさん』（ニッポン放送）主題歌とのカップリングで東芝音楽工業（後の東芝EMI→EMIミュージック・ジャパン）から発売された。